# Aeropostal Alas
Pour les articles homonymes, voir Aéropostale (homonymie).
Es Venezuela...iEres Tu!
Aeropostal Alas de Venezuela C.A. (Code AITA : VH ; code OACI : LAV) est une compagnie aérienne du Venezuela basée à Caracas.

## Histoire

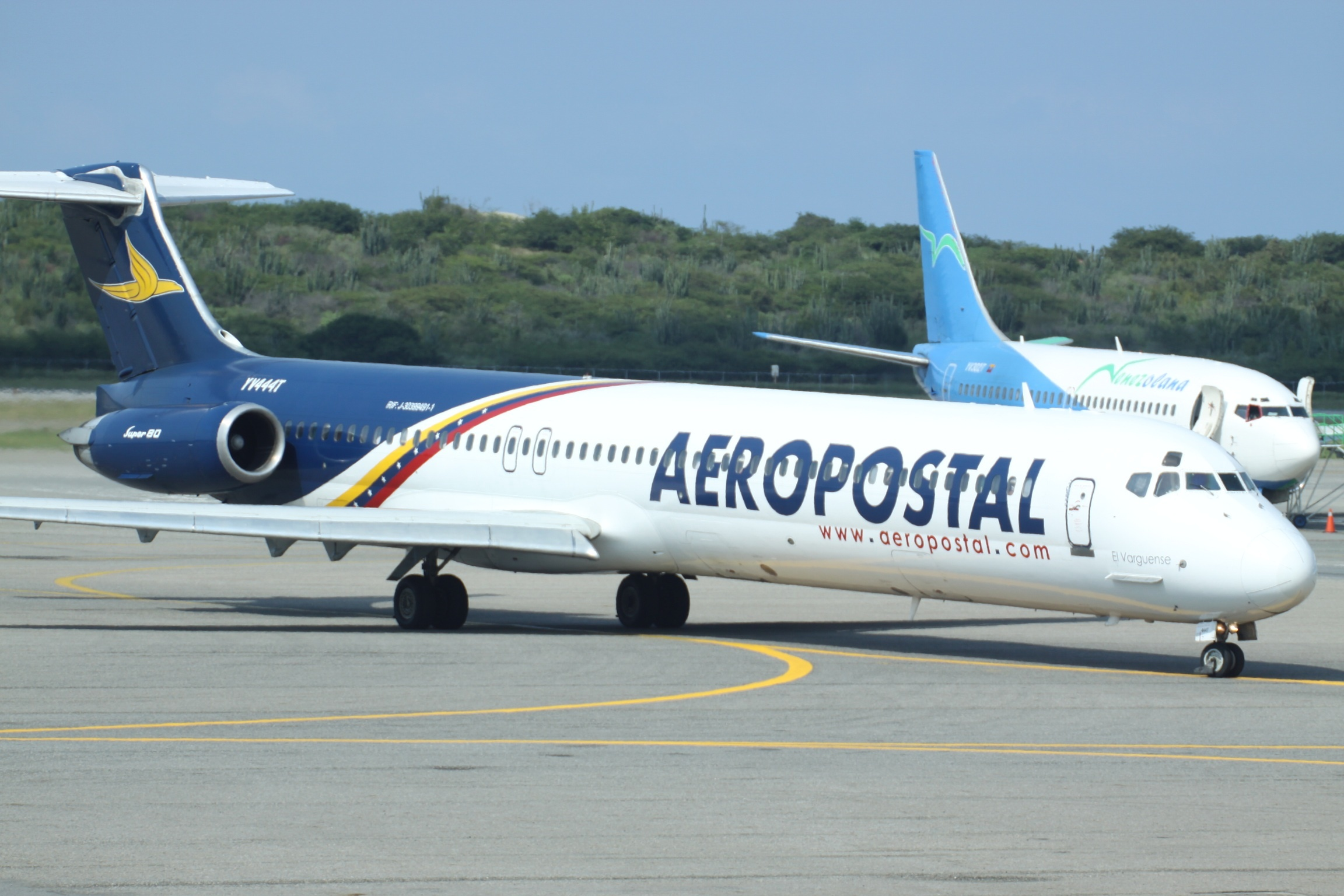
Un McDonnell Douglas MD-82 d'Aeropostal à l'aéroport Simon Bolivar

## Flotte
Au mois d'octobre 2020, la flotte d'Aeropostal compte :